# Lavinia Planitia
La Lavinia Planitia è una vasta depressione presente sulla superficie del pianeta Venere, ricoperta da antiche colate di lava, situata nei pressi della regione collinare nota come Regione Alfa. È situata nell'emisfero sud del pianeta; il suo nome deriva da quello di Lavinia, moglie di Enea secondo la mitologia romana. Ospita un ramificato sistema di creste, alte poche centinaia di metri al di sopra della superficie, ma lunghe centinaia di chilometri. Non si tratta di formazioni isolate; al contrario, esse tendono a creare veri e propri abissi nel paesaggio, fondendosi le une con le altre.